# Ishbel Hamilton-Gordon
Pour les articles homonymes, voir Hamilton et Gordon.
Lady Ishbel Hamilton-Gordon, marquise d'Aberdeen et de Temair, née le 15 mars 1857 à Londres et morte le 18 avril 1939 à Aberdeen, est une féministe, activiste sociale et philanthrope britannique.

## Biographie

### Origines, éducation et vie privée
Isabel Maria Marjoribanks (elle utilise plus tard « Ishbel », la forme gaélique du prénom) est la troisième fille de l'aristocrate écossais Dudley Marjoribanks, 1er baron Tweedmouth et d'Isabella Weir-Hogg (fille de Sir James Weir Hogg). Elle suit des leçons d'anglais, de français, de mathématiques, d'histoire et de géographie, étant une si bonne élève que son professeur particulier lui recommande d'aller à l'université. Cependant, son père partage l'opinion largement répandue à l'époque selon laquelle les femmes n'ont pas leur place dans l'enseignement supérieur. Son instruction se limite au domicile familial avec un précepteur, où elle rencontre par ailleurs les personnalités politiques célèbres de son temps, lors des mondanités organisées par ses parents.
Six ans après avoir fait sa connaissance, elle épouse John Hamilton-Gordon, 7e comte d'Aberdeen (plus tard 1er marquis d'Aberdeen et Temair), le 7 novembre 1877 à St. George's Church, rue St. George, Hanover Square, à Londres. Le couple a quatre enfants : George (en) (1879-1965), Marjorie (en) (1880-1970), Dudley (1883-1972) et Archibald (1884-1909).

### Activisme social en Angleterre et en Écosse

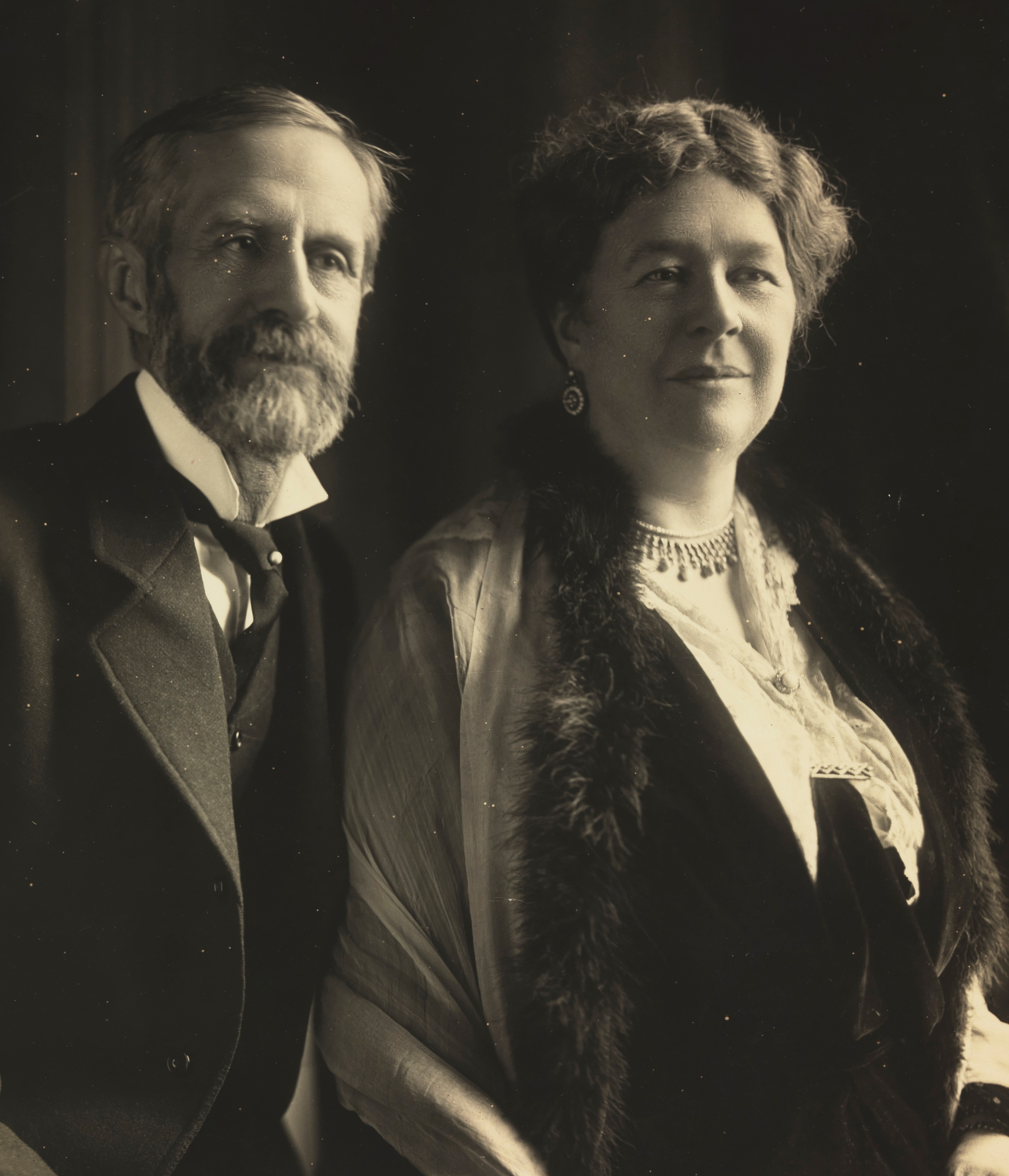
Le couple Hamilton-Gordon.

Membre du Parti libéral, Lord Aberdeen est membre de la Chambre des lords, et Lady Aberdeen le soutient dans son action. Femme intelligente et déterminée, elle jouit rapidement d'une notoriété propre. En raison des obligations politiques, le couple divise son temps entre Londres et son domaine écossais de l'Aberdeenshire. Ils appellent leur demeure Haddo House, et c'est là que Lady Aberdeen commence à s'impliquer dans l'activisme social. Elle crée un club qui organise des cours pour les domestiques afin de leur apprendre le chant, la sculpture, la lecture, parmi d'autres activités. Les Aberdeen assistent souvent à leurs soirées et à leurs réunions, et dans la société londonienne, on raconte qu'ils avaient même dîné avec eux. Le couple y finance également une école et un hôpital – l'accès aux soins est une cause que Lady Aberdeen soutient tout au long de sa vie.
Elle crée l'association Onwards and Upward, qui offre aux filles domestiques des cours par correspondance sur des sujets allant de la géographie à la littérature en passant par la science domestique. Ce programme se diffuse à partir d'Aberdeenshire et compte des milliers de membres. En 1883, elle devient la première présidente du Ladies'Union d'Aberdeen, une organisation axée sur le bien-être des jeunes femmes urbaines. Un comité d'émigration choisit des femmes convenables et les parraine pour déménager dans les colonies, en particulier au Canada. Lady Aberdeen est aussi à la tête de la Women's Liberal Federation, qui prône le suffrage féminin.

### Canada

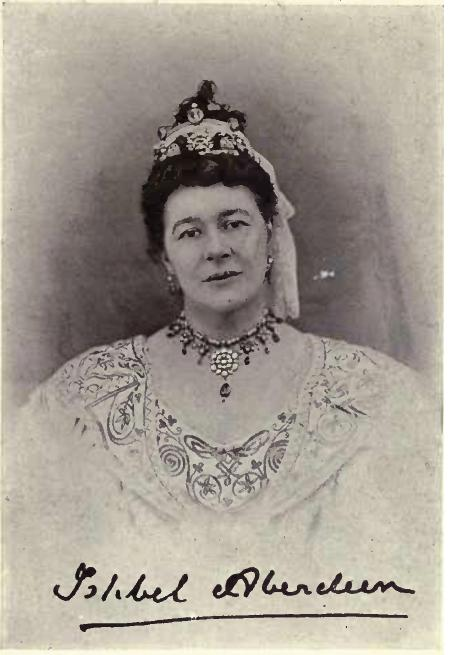
Lady Aberdeen par William James Topley, c. 1900.

En 1893, Lord Aberdeen est nommé gouverneur général du Canada, poste qu'il occupe jusqu'en 1898. Les Aberdeen ne découvrent pas le pays, l'ayant déjà plusieurs fois visité par le passé. Au cours de leur tournée pancanadienne en 1890, ils avaient même acheté une propriété familiale en Colombie-Britannique. Lors du même séjour, ils avaient traversé les prairies et Lady Aberdeen avait été frappée par le mode de vie difficile et isolé des pionniers. Elle avait ensuite fondé l'Association Aberdeen pour la distribution de la bonne littérature aux colons de l'Ouest (Aberdeen Association for Distribution of Good Literature to Settlers in the West), qui envoyait des paquets de livres et de magazines aux colons.
Lady Aberdeen est dévouée à son rôle d'épouse du gouverneur général (consort vice-royal du Canada). Elle organise de nombreux événements populaires, tels que des festivals d'hiver et des bals costumés, et s'implique politiquement davantage que ses prédécesseures. Elle voyage beaucoup et recueille des informations pour son mari. Elle lui propose régulièrement ses conseils, au point que des journaux affirment (parfois de façon critique) qu'elle détiendrait le pouvoir dans le couple.
En 1893, l'année où elle arrive au Canada, Lady Aberdeen est nommée première présidente du Conseil international des femmes, une organisation qui fait campagne pour les droits féminins. Par conséquent, elle prend la tête du Conseil national des femmes du Canada et parcourt le pays en établissant des sections locales. Elle travaille notamment avec Adelaide Hoodless, qui fonde ensuite le British Women's Institute.
Lady Aberdeen est un important soutien de l'Association des femmes pour l'art du Canada, fondée en 1892. Elle créé aussi dans le May Court Club, une association qui vise à permettre aux jeunes femmes aisées de s'investir dans les œuvres de charité. Cette organisation est mise sur place avec l'ordre des Infirmières de Victoria (en), afin de donner à ces femmes une meilleure formation et un salaire plus élevé afin qu'elles puissent fournir des services aux populations rurales et défavorisées. Lady Aberdeen et les membres de l'association doivent cependant surmonter la résistance de la communauté médicale avant de recevoir une charte royale en 1898. La même année, Lord et Lady Aberdeen retournent en Angleterre.

### Irlande
Après être redevenu parlementaire en 1906, Lord Aberdeen est nommé pour la seconde fois lord lieutenant d'Irlande (la première fois en 1886, Lady Aberdeen avait alors promu l'artisanat irlandais et était devenue présidente de l'Association des industries irlandaise). Son deuxième mandat en Irlande dure de 1906 à 1915, et cette fois, Lady Aberdeen se concentre sur les soins médicaux et le bien-être social. Elle s'implique dans l'Association nationale pour la santé des femmes d'Irlande, qui se consacre au traitement et à la prévention de la tuberculose et à l'amélioration de la santé infantile. En 1911, elle est la première présidente de l'Association irlandaise du logement et de l'urbanisme, plaidant en faveur de meilleurs logements et d'espaces publics pour lutter contre la pauvreté généralisée. Bien qu'elle eût été très populaire lors de son premier passage en Irlande, elle doit cette fois-ci faire face à accueil différent. En 1906, le sentiment nationaliste a considérablement augmenté, et ses liens avec la Grande-Bretagne lui sont reprochés, ainsi que son insensibilité à la cause irlandaise.

### Fin de vie
Lord et Lady Aberdeen se retirent chez eux en Écosse mais continuent de s'investir dans des causes sociales. Ensemble, ils écrivent We Twa, ouvrage bien accueilli en 1925, et plusieurs fois réédité. The Canadian Journal of Lady Aberdeen, 1893-1898 est édité par John Saywell (en) et publié par la Société Champlain en 1960, après sa mort. En 1931, Lady Aberdeen présente à l'Assemblée générale de l'Église d'Écosse une pétition de 336 femmes appelant à ce que les femmes accèdent au ministère pastoral, au diaconat et au presbytérat. Cela aboutit à une commission spéciale, qui recommande seulement l'ordination des femmes au diaconat. Ce n'est qu'en 1968 que l'Église d'Écosse adopte des lois autorisant les femmes à devenir membres des conseils presbytéraux ou pasteur. Elle est présidente du Conseil international des femmes jusqu'en 1936. Elle meurt d'une crise cardiaque le 18 avril 1939 à Gordon House à Rubislaw (Aberdeen),.

## Hommages et distinctions

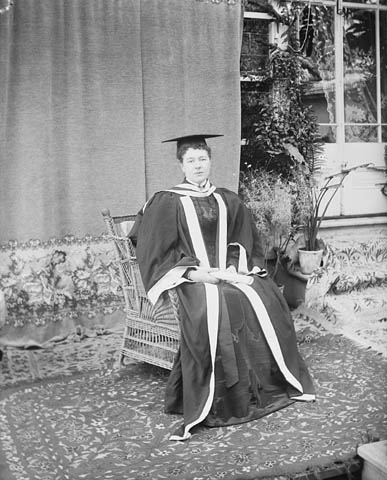
Lady Aberdeen est la première femme à recevoir un diplôme honorifique au Canada. Elle pose ici dans la robe de l'université Queen's, photographiée par William James Topley.

En 1894, elle reçoit les clés de la ville de Limerick et en 1928 celles d'Édimbourg. En 1931, elle est investie dame grand-croix dans l'ordre de l'Empire britannique (GBE) en 1931.
Le pont Lady Aberdeen, qui est le premier pont à franchir en amont la rivière Gatineau dans la ville éponyme, est nommé en son honneur. Après avoir traversé la glace au confluent des rivières Gatineau et Ottawa, Lady Aberdeen avait été secourue par les habitants de Gatineau. Par gratitude, elle avait financé la construction d'une église près du lieu de l'accident et du pont Lady Aberdeen.
On attribue à Lady Aberdeen l'introduction du golden retriever au Canada. Son père, Sir Dudley Coutts Marjoribanks, est d'ailleurs connu pour être l'initiateur de la race.
L'avenue Aberdeen (en) à Hamilton (Ontario), porte le nom de Lord et Lady Aberdeen, qui habitaient Bay Street South (en) entre 1890 et 1898. Ils avaient présidé à l'ouverture de la Hamilton Public Library le 16 septembre 1890. L'avenue Aberdeen de Toronto porte également leur nom.
La rue Aberdeen à Kingston (Ontario), porte aussi le nom du couple. Elle est située près du campus de l'université Queen's. La popularité de Lady Aberdeen au Canada l'avait amenée à recevoir 18 ensembles de thé élaborés par le gouvernement canadien. Ce cadeau n'avait rien à voir avec son titre de noblesse ou son mariage mais était uniquement en récompense de son activisme. Elle est la première femme à devenir membre honoraire de la British Medical Association.
La Fiducie du patrimoine ontarien a érigé une plaque en l'honneur de Lady Aberdeen sur le terrain de Rideau Hall, 1 promenade Sussex, à Ottawa. Elle figure également dans la liste des personnes d'importance historique nationale.